# Birnauer Kantorei
Die Birnauer Kantorei e. V. wurde im Jahre 1966 von der Konzertsängerin Cilla Mayer und dem Dirigenten und Kirchenmusiker Klaus Reiners als Konzertchor gegründet. Der Zweck des Vereins besteht in der Förderung konzertanter Kirchenmusik im Bodenseeraum.

## Kantorei
Die Kantorei besteht heute aus einem Chor mit etwa 75 Sängerinnen und Sängern aus dem weiteren Bodenseeraum.  Dazu gab es ein Kern-Orchester mit ca. 40 Instrumentalisten, das sich fast ausschließlich aus Berufsmusikern zusammensetzte. Konzertmeister war Roland Baldini. Die Einstudierung der Werke und die künstlerische Leitung der Konzerte lagen bis September 2014 in den Händen von Klaus Reiners aus Wangen im Allgäu. Im Herbst 2014 wurde er durch Thomas Gropper abgelöst.

## Auftritte und Konzertreisen
Seit 1966 finden jährlich von Frühjahr bis Herbst sechs bis sieben Konzerte der Konzertreihe „Geistliche Musik Birnau“ im Bodenseeraum statt, unter anderem in der Basilika Birnau, im Salemer Münster, im Marienmünster Mittelzell auf der Insel Reichenau und in regelmäßigen Abständen in der Stadtkirche Tuttlingen.
Konzertreisen ins In- und Ausland sowie zahlreiche Einspielungen auf Schallplatten, Musik-Cassetten, CDs sowie Rundfunk- und Fernsehaufnahmen machten die Birnauer Kantorei über den Bodenseeraum hinaus bekannt.

## Auszeichnungen
- 1999: Preis für Kunst und Wissenschaft der Stiftung der Württembergischen Hypothekenbank, in Anerkennung und Würdigung ihrer Verdienste um die Pflege der Geistlichen Musik.